# Impatiens fargesii
Impatiens fargesii är en balsaminväxtart som beskrevs av Joseph Dalton Hooker. Impatiens fargesii ingår i släktet balsaminer, och familjen balsaminväxter. Inga underarter finns listade i Catalogue of Life.